# Handball-Oberliga (Deutschland)
Die Handball-Oberliga (OL) ist unterhalb der Bundesliga, der 2. Bundesliga, der 3. Liga und der Regionalliga die fünfthöchste Spielklasse im deutschen Handball und die zweithöchste Spielklasse der Landesverbände für Männer und Frauen. Die Mehrzahl der Oberligen wird von mehreren Landesverbänden gemeinsam betrieben, die Oberligen Nordsee und Niedersachsen sind zudem organisatorisch verknüpft (gemeinsame Terminplanung, gleiche Durchführungsordnung). Die Oberligagebiete von Bayern und Hessen sind nicht exakt identisch mit dem Verbandsgebiet (Mannschaften aus dem hessischen Bezirk Odenwald/Spessart sind teilweise dem bayerischen Oberligagebiet zugeordnet). Somit ist der HV Westfalen der einzige Landesverband, dessen Oberliga genau deckungsgleich mit seinem Verbandsgebiet ist.

## Benennung
Von 2010 bis 2016 war die Bezeichnung Oberliga für diese Spielklassenstufe in der Spielordnung des Deutschen Handballbundes festgelegt (§ 38). Seit der Saison 2024/25 wurde die Oberliga auf die fünfthöchste Spielklasse herabgesetzt, da nun die 2024 gegründete Bundesweit geltende Regionalliga die vierthöchste Spielklassenebene ist. Der Begriff Regionalliga wird zudem erstmals für eine vierthöchste Spielklasse verwendet. Zuvor waren bundesweit die zweithöchste (1969–1981) und dritthöchste (1981–2010) Liga zeitweilig so bezeichnet worden.

## Auf- und Abstieg
Die jeweiligen Meister werden im zweirundigen Ligasystem, bei dem alle Mannschaften in den jeweiligen Staffeln und Altersklassen in Hin- und Rückspielen gegeneinander antreten, ermittelt. Die Meister sowie der Vizemeister der Oberliga Baden-Württemberg sowie sämtliche übrigen Oberligameister steigen regulär in die 3. Liga auf. Je nach Unterbau steigen in der Regel zwei bis vier Mannschaften aus den Oberligen ab. Seit der Saison 2016/17 befinden sich 22 Ligen in insgesamt 27 Staffeln unterhalb der Oberliga (eine Liga je Landesverband, davon Westfalen, Bayern, Württemberg mit je 2, Hessen mit 3 Staffeln), die jeweils unterschiedlich bezeichnet werden.

## Struktur
Die Oberliga wird derzeit in zwölf Bereichen mit elf Ligen ausgetragen. Die Bereiche 10 (Baden/Südbaden) und 11 (Württemberg) betreiben eine gemeinsame Baden-Württemberg-Oberliga (BWOL), aus der zwei Mannschaften in die 3. Liga aufsteigen:
| Oberliga Baden-Württemberg                          | Baden-Württemberg-Oberliga | BWOL           | Badischer Handball-Verband (BHV) Südbadischer Handballverband (SHV) Handballverband Württemberg (HVW)                          | Baden-Württemberg                         | 18       | 12                                               |
| Oberliga Bayern                                     | -                          | OLBY           | Bayerischer Handball-Verband (BHV)                                                                                             | Bayern                                    | 24       | 24                                               |
| Oberliga Hamburg/Schleswig-Holstein (Stand 2019/20) | -                          | OL HHSH / OLHS | Hamburger Handball-Verband (HHV) Handballverband Schleswig-Holstein (HVSH)                                                     | Hamburg Schleswig-Holstein                | 14       | 14                                               |
| Oberliga Hessen (Stand 2025/26)                     | -                          | OLHE           | Hessischer Handballverband (HHV)                                                                                               | Hessen                                    | 14       | 12                                               |
| Oberliga Mitteldeutschland                          | Mitteldeutsche Oberliga    | MDOL           | Handball-Verband Sachsen (HVS) Handball-Verband Sachsen-Anhalt (HVSA) Thüringer Handball-Verband (THV)                         | Sachsen Sachsen-Anhalt Thüringen          | 14       | 10                                               |
| Oberliga Niedersachsen                              | -                          | OLNS           | Handballverband Niedersachsen (HVN)                                                                                            | Niedersachsen                             | 15       | 31 (10+10+11 geteilt mit Oberliga Nordsee)       |
| Regionalliga Nordrhein                              | Nordrheinliga              | RLNR           | Handball-Verband Niederrhein (HVN) und Handball-Verband Mittelrhein (HVM)                                                      | Nordrhein-Westfalen                       | 15       | 11                                               |
| Oberliga Nordsee                                    | Nordseeliga                | OLNO           | Bremer Handballverband (BHV) Handballverband Niedersachsen (HVN)                                                               | Bremen Niedersachsen                      | 14       | 31 (10+10+11 geteilt mit Oberliga Niedersachsen) |
| Oberliga Ostsee-Spree                               | Ostsee-Spree-Oberliga      | OLOS           | Handball-Verband Berlin (HVB) Handball-Verband Brandenburg (HVB) Handballverband Mecklenburg-Vorpommern (HVMV)                 | Berlin Brandenburg Mecklenburg-Vorpommern | 18 (9+9) | 12                                               |
| Oberliga Rheinland-Pfalz/Saar (Stand 2019/20)       | RPS-Liga                   | OLRPS          | Handballverband Rheinhessen (HVR) Handballverband Rheinland (HVRL) Pfälzer Handball-Verband (PfHV) Handball-Verband Saar (HVS) | Rheinland-Pfalz Saarland                  | 16       | 14                                               |
| Oberliga Westfalen (Stand 2019/20)                  | -                          | OLWF           | Handball-Verband Westfalen (HVW)                                                                                               | Nordrhein-Westfalen                       | 14       | 14                                               |
| Stand: Saison 2020/21                               |                            |                | | Gesamt:                                   | 166      | 147                                              |